# ロベール3世・ダルトワ
ロベール3世・ダルトワ（フランス語：Robert III d'Artois, 1287年 - 1342年）は、中世フランスの貴族。父はアルトワ伯(fr)ロベール2世の息子フィリップ・ダルトワ。国王フィリップ6世の義弟だったが、アルトワ伯の継承争いに関して対立し、謀反人として追われイングランドに亡命した。
エドワード3世にフランス王を主張することを勧めて百年戦争の原因の一つとなった。

## 生涯
祖父ロベール2世には娘マオー、息子フィリップという嫡子がいたが、1298年にロベールの父フィリップは亡くなっており、他に男子は生存していなかった。1302年にロベール2世が金拍車の戦いで戦死したとき、アルトワ地方の慣習により、フィリップの長子ロベール3世（当時15歳）ではなく、ロベールの伯母にあたるマオー（マティルドの愛称、ブルゴーニュ伯妃）がアルトワ伯を継承した。
ヨーロッパの多くの地方においては男系優先であるため、ロベールは1309年と1318年に継承権を主張して訴訟を起こしたが、いずれも敗訴した。1318年に王族ヴァロワ伯シャルルの娘でフランス王フィリップ4世の姪に当たるジャンヌと結婚したが、1328年に妻の異母兄にあたるヴァロワ伯フィリップがフランス王フィリップ6世として即位すると、ロベール3世はボーモン・ル・ロジェ伯を与えられ、側近として優遇された。
しかし、1329年にマオーが亡くなると再びアルトワ伯位を主張し、訴訟を起こした。「ロベール3世を後継者とする」というロベール2世の遺言状なるものを提出したが、これが偽造であることが露見し、さらにマオーの跡を継いだ従妹ジャンヌ（フィリップ5世王妃）が1330年に亡くなっており、これもロベール3世による毒殺ではないかと疑われ、謀反人として逮捕状が出された。
ロベール3世は逃亡し、ブラバント公等の各地の親族を頼り庇護を求めたが、いずれもフィリップ6世の追及により長居はできず、1336年にイングランドに渡りエドワード3世の庇護を求めた。同年、フィリップ6世はロベール3世を王家の謀反人であると宣言した。ロベール3世の所領を没収し、妻子を逮捕、ガイヤール城に投獄して、イングランドにロベール3世の引渡しを要求した。
しかし、フィリップ6世によるスコットランド王デイヴィッド2世の保護を不満としていたエドワード3世は、意趣返しとしてロベール3世を歓迎し、リッチモンド伯を与えた。
復讐に燃えるロベール3世は、イングランド王エドワード3世に女系継承によりフランス王位を主張することを勧め、またフランス王家、貴族の内情について細かい情報を与えて、戦争の計画に貢献した。
百年戦争が始まるとエドワード3世と共に北フランスの行軍に従い、1340年のスロイスの海戦の勝利の後、アルトワの奪回を計ったが失敗に終わった。1340年9月にイングランド、フランスの休戦協定が結ばれると、イングランド・モンフォール派としてブルターニュ継承戦争に参戦（母がブルターニュ公ジャン2世の娘）したが、1342年にヴァンヌで戦死した。

## 子女
妻ジャンヌ・ド・ヴァロワとの間に6人の子女をもうけた。
- ルイ（1320年 - 1329年）
- ジャン（1321年 - 1387年） - ウー伯
- ジャンヌ（1323年 - 1324年）
- ジャック（1325年 - 1347年以降）
- ロベール（1326年 - 1347年以降）
- シャルル（1328年 - 1385年） - ロングヴィル伯、ペズナ伯